# Richard Harding
Richard Mark Harding (Bristol, 29 agosto 1953) è un ex rugbista a 15 e imprenditore britannico, da giocatore mediano di mischia e internazionale per l'Inghilterra, con cui partecipò alla Coppa del Mondo di rugby 1987.

## Biografia
Studente a Cambridge, prese parte con la selezione di rugby di tale università al Varsity Match del 1974; passato al Bristol, club della sua città natale, ebbe un breve periodo al Moseley di Birmingham prima di tornare di nuovo a Bristol.
Con il Bristol vinse la Coppa Anglo-Gallese 1982-83.
In Nazionale inglese debuttò nel 1985 contro la Romania, e subito dopo fu impiegato nel Cinque Nazioni di quell'anno, scendendo in campo contro Francia e Scozia.
Fu richiamato solo due anni più tardi, in preparazione della Coppa del Mondo di rugby 1987 in Australasia, competizione nella quale disputò tre incontri.
Il suo ultimo incontro internazionale fu a Suva contro Figi nel 1998; un anno più tardi si ritirò dalle competizioni.
In seguito ha intrapreso l'attività di agente immobiliare aprendo una sua propria azienda, la Richard Harding Estate, gestita in partnership con sua moglie.

## Palmarès
- Coppe Anglo-Gallesi: 1
Bristol: 1982-83